# 山形線
山形線（日语：／ Yamagata sen */?）是東日本旅客鐵道（JR東日本）所經營的奧羽本線上自福島（位於福島縣福島市）至新庄（山形縣新庄市）之間所行駛的在來線列車與路線之暱稱。由於相同的路段上尚有迷你新幹線規格的山形新幹線行駛，因此特地針對同區間的奧羽本線在來線普通列車賦予新的暱稱，以與新幹線作區隔。

## 概要
1992年（平成4年）時，JR東日本在奧羽本線上開辦了迷你新幹線規格的山形新幹線服務（當時通車路段為福島至山形之間），為了區隔在來線與新幹線的不同，因此賦予重複路段上的在來線列車「山形線」的暱稱。1999年（平成11年）時，山形新幹線延長服務路段至新庄，山形線也配合延伸涵蓋範圍至目前的終點站新庄。
為了配合新幹線直行特急「翼號」（つばさ；Tsubasa）的啟用，原本是窄軌1,067mm軌距的奧羽本線進行了改軌工程將軌距拓寬至標準軌的1,435mm，因此與之共用路線的山形線列車雖然名義上是在來線，但實際上卻是使用標準軌規格的特殊車輛（719系5000番台與701系5500番台）。也因為軌距特殊的緣故，山形線上的普通列車是無法直通運行至與之臨接的其他窄軌在來線路線（如東北本線、仙山線等），除了羽前中山－山形之間有1,067mm窄軌線並行，仙山線、左澤線列車因此可以直通運營羽前中山－山形區間。
2014年春時，JR東日本根據大都市近郊區間的規則新設了「仙台近郊區間」，並將山形線全線涵蓋至該區間中。而在同時山形也開始可以接受智慧車票「Suica」的使用。

### 路線資料
- 管轄（事業類別）：東日本旅客鐵道
- 路段、路線距離（營業距離）：福島－新庄 148.6公里（第一種鐵道事業者）
- 軌距：1435毫米
- 站數：36個（包括福島、新庄）
- 複線路段：福島－關根之間，赤湯－北赤湯信號場（日语：北赤湯信号場）之間，羽前中山－山形之間，蘆澤－舟形之間
- 電氣化路段：全線（交流電20,000V、50Hz）
- 閉塞方式：複線自動閉塞式（複線路段）、單線自動閉塞式（單線路段）
- 保安裝置：ATS-P
- 最高速度：優等列車130公里/小時、普通列車110公里/小時
- 行控中心（日语：運転指令所）：仙台綜合指令室（CTC）

全線由仙台支社管轄。

## 運行型態
1992年山形新幹線開通之初，山形線米澤 - 山形區間設有快速列車藏王號，1999年山形新幹線延伸新，同時藏王號也廢除，此後山形線不再設有快速列車，所有列車皆為各停列車。目前列車分為福島 - 米澤、米澤 - 山形、山形 - 新庄3個運行區間。

### 福島 - 米澤
該區間除關根站～米澤站之間的區間外，均為複線，但由於經過板谷峠，屬於人煙稀少的地區，因此福島～米澤之間的列車只有6對，其中1班是山形 - 福島的跨區間列車，每日有超過4小時沒有列車服務。另一方面，在福島市內上下班、上學的需求較高的福島站和庭坂站之間，另有5對福島 - 庭坂的區間列車，但每日總共仍只有11對列車，少於同一區間的公車班次。
在此區間，普通列車只能在庭坂站等避新幹線通過，但由於普通列車的時刻表是在新幹線列車之間穿插的，因此不存在待避新幹線列車的情況。為了在大雪期間優先運行新幹線列車，庭坂站至米澤站之間可能會臨時停運。

### 米澤 - 山形
該路段約每小時一班，多數列車在米澤 - 山形區間運行，除晨間有一班新庄 - 米澤和一班山形 - 福島的跨區間列車。

### 山形 - 新庄
該路段大約大約每1-2小時一班列列車，多數列車在區間內運行，除晨間有一班新庄 - 米澤的跨區間列車，部分開往山形的列車在終點站山形站會變更車次和目的地，變為開往米澤的列車。另外還設有山形 - 天童、村山之間的區間列車，以及應對祭典的臨時列車，部分普通列車會在天童、村山待避新幹線列車。
山形 - 羽前千歳間有1,067mm窄軌線並行，仙山線、左澤線列車因此可以直通運營該區間，使該區間列車數量較多，但兩線軌距不同，因此採用不同時刻表，彼此互不干涉。另外在羽前千歲站標準軌軌和窄軌在出站後有一處水平交插，因此兩條線路列車不能同時到發。舟行 - 新庄區間有陸羽東線並行，區間的南新庄站僅有陸羽東線設站，在終點新庄站山形線為終端式站台，與同站的陸羽東線、陸羽西線、奧羽本線新庄 - 秋田路段不能連接，乘客必須換乘。

## 使用車輛
- 標準軌：
  - 719系5000番台
  - 701系5500番台
- 1067mm：
  - E721系 (仙山線直通)
  - KiHa 100系 (左澤線直通)

## 車站列表
- 停靠站
  - 普通…除赤岩站外停靠所有的旅客站。赤岩站全年所有列車都通過。
  - 仙山線快速…參見「仙山線#車站列表」
  - 新幹線…參見「山形新幹線」以及「翼」
- 軌道 … ∥：複線、◇：單線（可進行列車交會）、｜：單線（不可進行列車交會）、∨：此起往下為單線、∧：此起往下為複線、終點（可進行交會）
  - 山形站－羽前千歲站之間是窄軌（軌距1,067毫米）與標準軌（軌距1,435毫米）的單線並列（日语：単線並列）路段。此表的「軌道」欄只限記載山形線（標準軌）的軌道。窄軌的軌道參見「左澤線#車站列表」、「仙山線#車站列表」。

| 中文站名     | 日文站名 | 英文站名 | 站間營業距離 | 累計營業距離 | 接續路線、備註                                                                   | 軌道 | 所在地       | 所在地            |
| ------------ | -------- | -------- | ------------ | ------------ | -------------------------------------------------------------------------------- | ---- | ------------ | ----------------- |
| 福島         |          |          | -            | 0.0          | 東日本旅客鐵道： 東北新幹線、■東北本線 阿武隈急行：阿武隈急行線 福島交通：飯坂線 | ∥    | 福島縣福島市 | 福島縣福島市      |
| 笹木野       |          |          | 3.8          | 3.8          |                                                                                  | ∥    | 福島縣福島市 | 福島縣福島市      |
| 庭坂         |          |          | 3.1          | 6.9          |                                                                                  | ∥    | 福島縣福島市 | 福島縣福島市      |
| 板谷         |          |          | 6.6          | 21.2         |                                                                                  | ∥    | 山形縣       | 米澤市            |
| 峠           |          |          | 3.3          | 24.5         |                                                                                  | ∥    | 山形縣       | 米澤市            |
| 大澤         |          |          | 4.3          | 28.8         |                                                                                  | ∥    | 山形縣       | 米澤市            |
| 關根         |          |          | 6.0          | 34.8         |                                                                                  | ∨    | 山形縣       | 米澤市            |
| 米澤         |          |          | 5.3          | 40.1         | 東日本旅客鐵道：■米坂線                                                          | ◇    | 山形縣       | 米澤市            |
| 置賜         |          |          | 5.5          | 45.6         |                                                                                  | ◇    | 山形縣       | 米澤市            |
| 高畠         |          |          | 4.3          | 49.9         |                                                                                  | ◇    | 山形縣       | 東置賜郡高畠町    |
| 赤湯         |          |          | 6.2          | 56.1         | 山形鐵道：花長井線                                                               | ∧    | 山形縣       | 南陽市            |
| 北赤湯信號場 |          | /        | -            | 61.6         |                                                                                  | ∨    | 山形縣       | 南陽市            |
| 中川         |          |          | 8.3          | 64.4         |                                                                                  | ◇    | 山形縣       | 南陽市            |
| 羽前中山     |          |          | 3.9          | 68.3         |                                                                                  | ∧    | 山形縣       | 上山市            |
| 上山溫泉     |          |          | 6.7          | 75.0         |                                                                                  | ∥    | 山形縣       | 上山市            |
| 茂吉紀念館前 |          |          | 2.8          | 77.8         |                                                                                  | ∥    | 山形縣       | 上山市            |
| 藏王         |          |          | 4.0          | 81.8         |                                                                                  | ∥    | 山形縣       | 山形市            |
| 山形         |          |          | 5.3          | 87.1         |                                                                                  | ∨    | 山形縣       | 山形市            |
| 北山形       |          |          | 1.9          | 89.0         | 東日本旅客鐵道：■左澤線                                                          | ◇    | 山形縣       | 山形市            |
| 羽前千歲     |          |          | 2.9          | 91.9         | 東日本旅客鐵道：■仙山線                                                          | ｜   | 山形縣       | 山形市            |
| 南出羽       |          |          | 1.7          | 93.6         |                                                                                  | ｜   | 山形縣       | 山形市            |
| 漆山         |          |          | 1.3          | 94.9         |                                                                                  | ◇    | 山形縣       | 山形市            |
| 高擶         |          |          | 2.1          | 97.0         |                                                                                  | ｜   | 山形縣       | 天童市            |
| 天童南       |          |          | 1.3          | 98.3         |                                                                                  | ｜   | 山形縣       | 天童市            |
| 天童         |          |          | 2.1          | 100.4        |                                                                                  | ◇    | 山形縣       | 天童市            |
| 亂川         |          |          | 3.0          | 103.4        |                                                                                  | ｜   | 山形縣       | 天童市            |
| 神町         |          |          | 2.9          | 106.3        |                                                                                  | ｜   | 山形縣       | 東根市            |
| 櫻桃東根     |          |          | 1.8          | 108.1        |                                                                                  | ◇    | 山形縣       | 東根市            |
| 東根         |          |          | 2.5          | 110.6        |                                                                                  | ｜   | 山形縣       | 東根市            |
| 村山         |          |          | 2.9          | 113.5        |                                                                                  | ◇    | 山形縣       | 村山市            |
| 袖崎         |          |          | 8.0          | 121.5        |                                                                                  | ◇    | 山形縣       | 村山市            |
| 大石田       |          |          | 5.4          | 126.9        |                                                                                  | ◇    | 山形縣       | 北村山郡 大石田町 |
| 北大石田     |          |          | 3.9          | 130.8        |                                                                                  | ｜   | 山形縣       | 北村山郡 大石田町 |
| 蘆澤         |          |          | 2.9          | 133.7        |                                                                                  | ∧    | 山形縣       | 尾花澤市          |
| 舟形         |          |          | 6.6          | 140.3        |                                                                                  | ∨    | 山形縣       | 最上郡舟形町      |
| 新           |          |          | 8.3          | 148.6        | 東日本旅客鐵道：奧羽本線（湯澤、橫手方向）、■陸羽東線、■陸羽西線                 | ∧    | 山形縣       | 新庄市            |

1. 1 2  仙山線、左澤線的列車全部直通至山形站，山形站－北山形站－羽前千歲站之間使用專用的窄軌（軌距1,067毫米）的軌道行走。

### 過去的接續路線
下述路線都是在「山形線」這暱稱啟用之前就已廢線。
- 糠之目（現在的高畠站）：高畠線 - 1974年11月18日廢除
- 大石田：尾花澤線 - 1970年9月10日廢除